# Верхне-Карачанский район
Верхне-Карачанский район (Верхнекарачанский район) — административно-территориальная единица в Центрально-Чернозёмной и Воронежской областях РСФСР, существовавшая в 1928—1963 годах. Административный центр — село Верхний Карачан.
Район был образован 30 июля 1928 года в составе Борисоглебского округа Центрально-Чернозёмной области.
После упразднения Центрально-Чернозёмной области 13 июня 1934 года район вошёл в состав вновь образованной Воронежской области.
С 6 января 1954 года по 19 ноября 1957 года район входил в состав Балашовской области.
12 октября 1959 года к Верхне-Карачанскому району была присоединена часть территории упразднённого Полянского района.
1 февраля 1963 года Верхне-Карачанский район был упразднен, его территория передана Грибановскому району.